# Gjodži Macumoto
Gjodži Macumoto (japonsko 松本 暁司), japonski nogometaš, * 13. avgust 1934, Saitama, Japonska, † 2. september 2019, Saitama.
Za japonsko reprezentanco je odigral eno uradno tekmo.